# Хань Сіньюнь
Хань Сіньюнь (кит.: 韩馨蕴) — китайська тенісистка, що найбільш успішно грає в парному розряді.
Виступаючи за Китай у Fed Cup, Хань має станом на травень 2020 року два виграші й один програш. 

## Історія виступів у турнірах Великого шолома

### Одиночний розряд
| Турнір          | 2009 | 2010 | 2011 | 2012 | 2013 | 2014 | 2015 | 2016 | 2017 | 2018 | 2019 | 2020 | В–П |
| --------------- | ---- | ---- | ---- | ---- | ---- | ---- | ---- | ---- | ---- | ---- | ---- | ---- | --- |
| Australian Open | A    | 1к   | Q1   | A    | A    | A    | A    | 2к   | 1к   | Q2   | Q1   | Q1   | 1–3 |
| French Open     | A    | Q2   | Q1   | A    | A    | A    | A    | Q1   | Q1   | Q1   | A    |      | 0–0 |
| Wimbledon       | A    | Q2   | Q1   | A    | A    | A    | A    | Q1   | 1к   | Q1   | Q1   | NH   | 0–1 |
| US Open         | Q1   | Q2   | Q1   | A    | A    | A    | Q2   | Q3   | Q1   | Q1   | Q1   |      | 0–0 |
| Ви–Пр           | 0–0  | 0–1  | 0–0  | 0–0  | 0–0  | 0–0  | 0–0  | 1–1  | 0–2  | 0–0  | 0–0  | 0–0  | 1–4 |

### Парний розряд
| Турнір          | 2013 | 2014 | 2015 | 2016 | 2017 | 2018 | 2019 | В–П  |
| --------------- | ---- | ---- | ---- | ---- | ---- | ---- | ---- | ---- |
| Australian Open | 2к   | 1к   | A    | A    | A    | 1к   | 2к   | 2–4  |
| French Open     | A    | A    | A    | 1к   | A    | A    | 2к   | 1–2  |
| Wimbledon       | A    | A    | Q1   | 1к   | 1к   | 2к   | 2к   | 2–4  |
| US Open         | A    | A    | A    | 1к   | A    | 2к   |      | 1–2  |
| Ви-Пр           | 1–1  | 0–1  | 0–0  | 0–3  | 0–1  | 2–3  | 3–3  | 6–12 |

## Фінали турнірів WTA

### Парний розряд: 9 (3 титули)
| Результат | В–П | Дата     | Турнір                                | Категорія    | Поверхня | Партнерка        | Супротивниці                             | Рахунок     |
| --------- | --- | -------- | ------------------------------------- | ------------ | -------- | ---------------- | ---------------------------------------- | ----------- |
| Поразка   | 0–1 | Вер 2007 | China Open, КНР                       | II категорія | Хард     | Сюй Їфань        | Чуан Чіацзюн Сє Шувей                    | 6–7(3), 3–6 |
| Поразка   | 0–2 | Вер 2008 | China Open, КНР                       | II категорія | Хард     | Сюй Іфань        | Анабель Медіна Ґарріґес Каролін Возняцкі | 1–6, 3–6    |
| Поразка   | 0–3 | Вер 2010 | Guangzhou Open, КНР                   | Міжнародний  | Хард     | Лю Ваньтін       | Саня Мірза Едіна Галовіц                 | 5–7, 3–6    |
| Поразка   | 0–4 | Вер 2011 | Guangzhou Open, КНР                   | Міжнародний  | Хард     | Чжань Цзіньвей   | Сє Шувей Чжен Сайсай                     | 2–6, 1–6    |
| Перемога  | 1–4 | Січ 2016 | Hobart International, Австралія       | Міжнародний  | Хард     | Крістіна Макгейл | Кімберлі Біррелл Ярміла Вулф             | 6–3, 6–0    |
| Перемога  | 2–4 | Лис 2017 | WTA Elite Trophy, КНР                 | Елітний      | Хард (i) | Дуань Інін       | Люй Цзінцзін Чжан Шуай                   | 6–2, 6–1    |
| Перемога  | 3–4 | Сер 2018 | Washington Open, США                  | Міжнародний  | Хард     | Дарія Юрак       | Алекса Гуарачі Ерін Рутліфф              | 6–3, 6–2    |
| Поразка   | 3–5 | Тра 2019 | Internationaux de Strasbourg, Франція | Міжнародний  | Ґрунт    | Дуань Інін       | Дарія Гаврилова Еллен Перес              | 4–6, 3–6    |
| Поразка   | 3–6 | Лип 2019 | Ladies Open Lausanne, Швейцарія       | Міжнародний  | Ґрунт    | Монік Адамчак    | Анастасія Потапова Яна Сізікова          | 2–6, 4–6    |

## Фінали турнірів серії WTA 125K

### Пари: 5 (1 титул)
| Результат | В–П | Дата     | Турнір                         | Поверхня | Партнерка    | Супротивниці                      | Рахунок             |
| --------- | --- | -------- | ------------------------------ | -------- | ------------ | --------------------------------- | ------------------- |
| Поразка   | 0–1 | Сер 2013 | Suzhou Ladies Open, КНР        | Хард     | Ходзумі Ері  | Тімеа Бабош Міхаелла Крайчек      | 2–6, 2–6            |
| Поразка   | 0–2 | Жов 2014 | Ningbo International Open, КНР | Хард     | Чжан Кайлінь | Аріна Родіонова Ольга Савчук      | 6–4, 6–7(2), [6–10] |
| Перемога  | 1–2 | Кві 2017 | Zhengzhou Women's Open, КНР    | Хард     | Чжу Лінь     | Джеклін Како Юлія Глушко          | 7–5, 6–1            |
| Поразка   | 1–3 | Кві 2019 | Kunming Open, КНР              | Ґрунт    | Дуань Інін   | Пен Шуай Ян Чжаосюань             | 5–7, 2–6            |
| Поразка   | 1–4 | Сер 2019 | Karlsruhe Open, Німеччина      | Ґрунт    | Юе Юань      | Лара Арруабаррена Рената Ворачова | 7–6(2), 4–6, [4–10] |